# Sweeter (canção)
"Swetter" é uma canção do cantor e compositor Gavin DeGraw, lançada como single promocional em 31 de outubro de 2011, a partir de seu quarto álbum de estúdio, Sweeter. Foi composta por Gavin e por Ryan Tedder e produzida pelo último.
Em 12 de Março de 2012, foi lançada oficialmente como single. A canção atingiu a 28ª posição na Dutch Top 40, da Holanda.

## Lista de Faixas
Liberada para download digital no iTunes em 12 de Março de 2012.
- "Sweeter" - 3:43

## Videoclipe
Um vídeo para a canção foi filmado em Fevereiro. O vídeo dirigido por Lenny Bass e filmado em Brooklyn com características de esportes ilustrados e modelo Genevieve Morton. Começa em um cenário de bar onde Gavin corteja Morton longe de sua namorada menos de entusiasmo e decolar em uma aventura durante a tarde juntos. O vídeo foi lançado oficialmente em 16 de Março de 2012 em seu canal do Vevo, porém teve sua estréia no E!Online um dia antes.

## Paradas musicais
| Parada (2012)                      | Melhor posição |
| ---------------------------------- | -------------- |
| Estados Unidos - (Adult Pop Songs) | 26             |
| Países Baixos - (Dutch Top 40)     | 25             |
| Países Baixos - (Mega Charts)      | 76             |